# Čović Polje (Republika Serbska)
Čović Polje (cyr. Човић Поље) – wieś w Bośni i Hercegowinie, w Republice Serbskiej, w gminie Donji Žabar. W 2013 roku liczyła 627 mieszkańców.